# Gehyra spheniscus
Gehyra spheniscus (мала клинопала дтелла) — вид геконоподібних ящірок родини геконових (Gekkonidae). Ендемік Австралії.

## Поширення і екологія
Малі клинопалі дтелли мешкають в регіоні Кімберлі у Західній Австралії. Вони живуть серед пісковикових валунів і скель.